# Santuari de Posidó (Tènar)

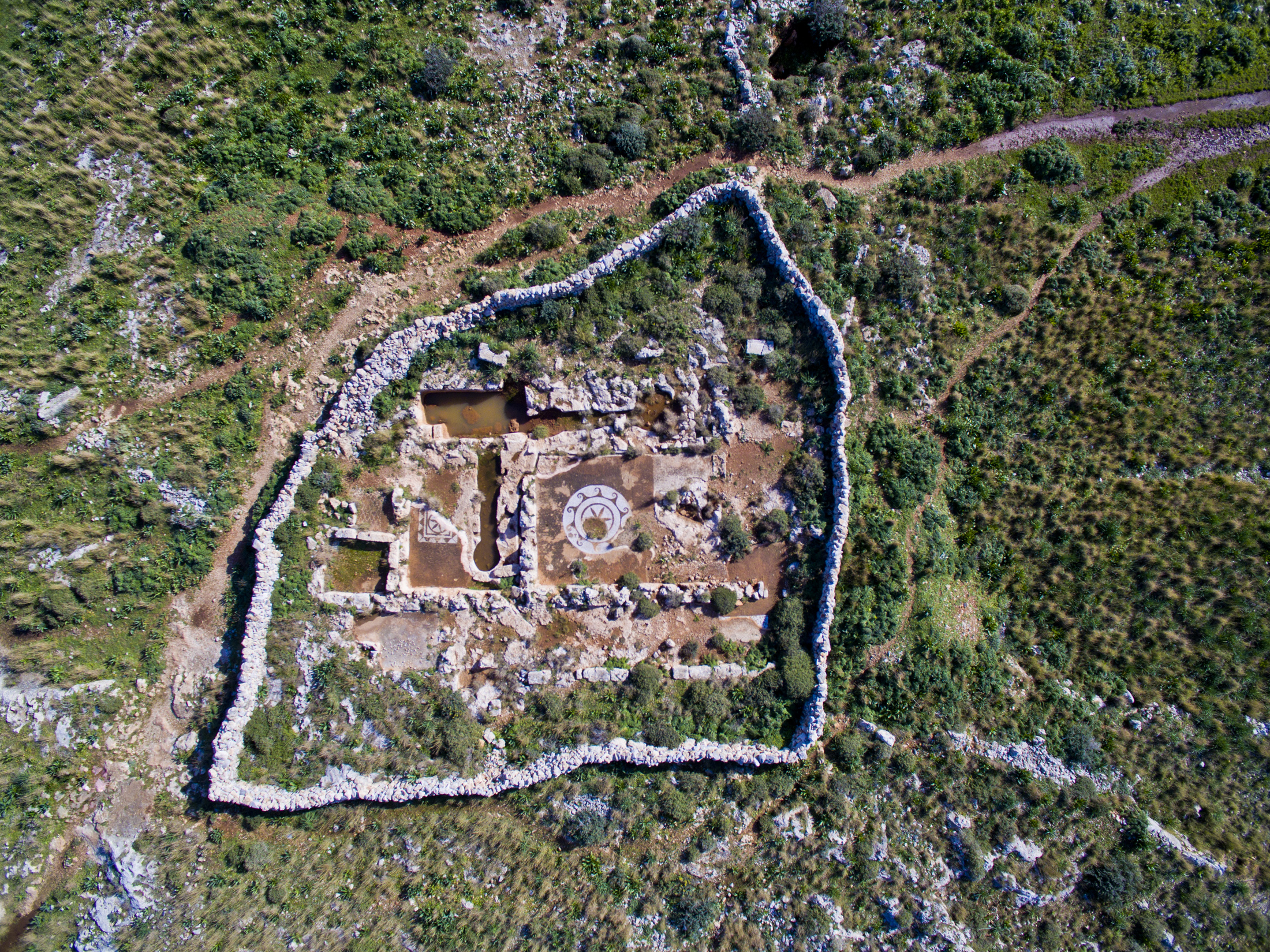
Vista del jaciment arqueològic del santuari de Tènar

El Santuari de Posidó de Tènar és a l'extrem de la península de Mani, el dit mitjà de la península del Peloponnés. Estava dedicat a Posidó Asfaleu, que significa 'Posidó de la seguretat'.
Estrabó descrigué el santuari com un bosquet sagrat amb una cova propera. El geògraf Pausànias va escriure sobre una cova com a temple amb una estàtua de Posidó a l'entrada. En l'antiguitat, es pensava que la cova era l'entrada a l'Hades. Quan Esparta fou devastada per un terratrèmol l'any 464 abans de la nostra era, es va dir que la causa havia estat la venjança de Posidó contra els èfors espartans després que aquests matassen els ilotes que s'havien refugiat al santuari. Es creu que el santuari de Tènar data d'una època en què els ilotes encara eren independents, abans de ser sotmesos per Esparta.
El santuari pogué ser un refugi per als esclaus. Polibi ho esmenta com un dels santuaris d'asil destruïts per l'etoli Timeu cap a l'any 240 ae, i Plutarc l'esmenta entre els santuaris d'asil atacats pels pirates en el segle I ae. A Tènar s'han trobat quatre esteles que daten del segle v ae i segle i ae, que registren l'alliberament d'esclaus; els estudiosos creuen que els trossos d'esteles trobats a l'entrada nord de la cova corresponien a aquestes esteles. Els estudiosos creuen que els deixants i el paper històric de Tènar com a base de reclutament de mercenaris estaven relacionats amb el Santuari de Posidó. El nom oficial del déu del santuari testificat per la literatura i les inscripcions és "Posidó a Tènar".